# Manuel García Ferrando
Manuel García Ferrando (Godella, 1942) és un sociòleg valencià.
Després de graduar-se com Enginyer agrònom per la Universitat Politècnica de Madrid (especialitzat en Economia i Sociologia Agrària) se n'anà als Estats Units a on realitzà estudis de postgrau en Sociologia en les Universitats de Missisippi i Florida. Catedràtic de Sociologia per la Universitat Autònoma de Madrid, passat el temps va educar en la Universitat Complutense de Madrid i finalment en la Universitat de València, a on exerceix hui en dia i departament del qual fou director en el període 1987-1990.
Fou director dels gabinets de tècnics de l'Institut de l'Opinió Pública (1976) i del Centre d'Investigacions Sociològiques (1982). Els seus principals temes d'anàlisi abasten la metodologia en Ciències socials, el canvi social, l'estudi dels valors, i la sociologia de l'esport. Promotor i director de les enquestes nacionals sobre els hàbits esportius dels espanyols de periodicitat quinquenal des de 1980 fins 2005. Entre les seves obres destaquen Deporte y sociedad: las bases sociales del deporte en España (1982) (I Premi Cultura i Comunicació 1981, del Ministeri de Cultura); Socioestadística. Introducció a la estadística en sociologia (1999); Postmodernidad i Autonomía: los valores de los valencianos (2000), junt amb Antonio Ariño; Análisis de la realidad social: Métodos y técnicas de investigación.